# Automobilwerk Eisenach
VEB Automobilwerk Eisenach (AWE) – producent samochodów w Eisenach w Niemczech, a do 1990 roku w Niemieckiej Republice Demokratycznej. Przejęty i zamknięty przez Treuhandanstalt w 1991 roku.

## Historia

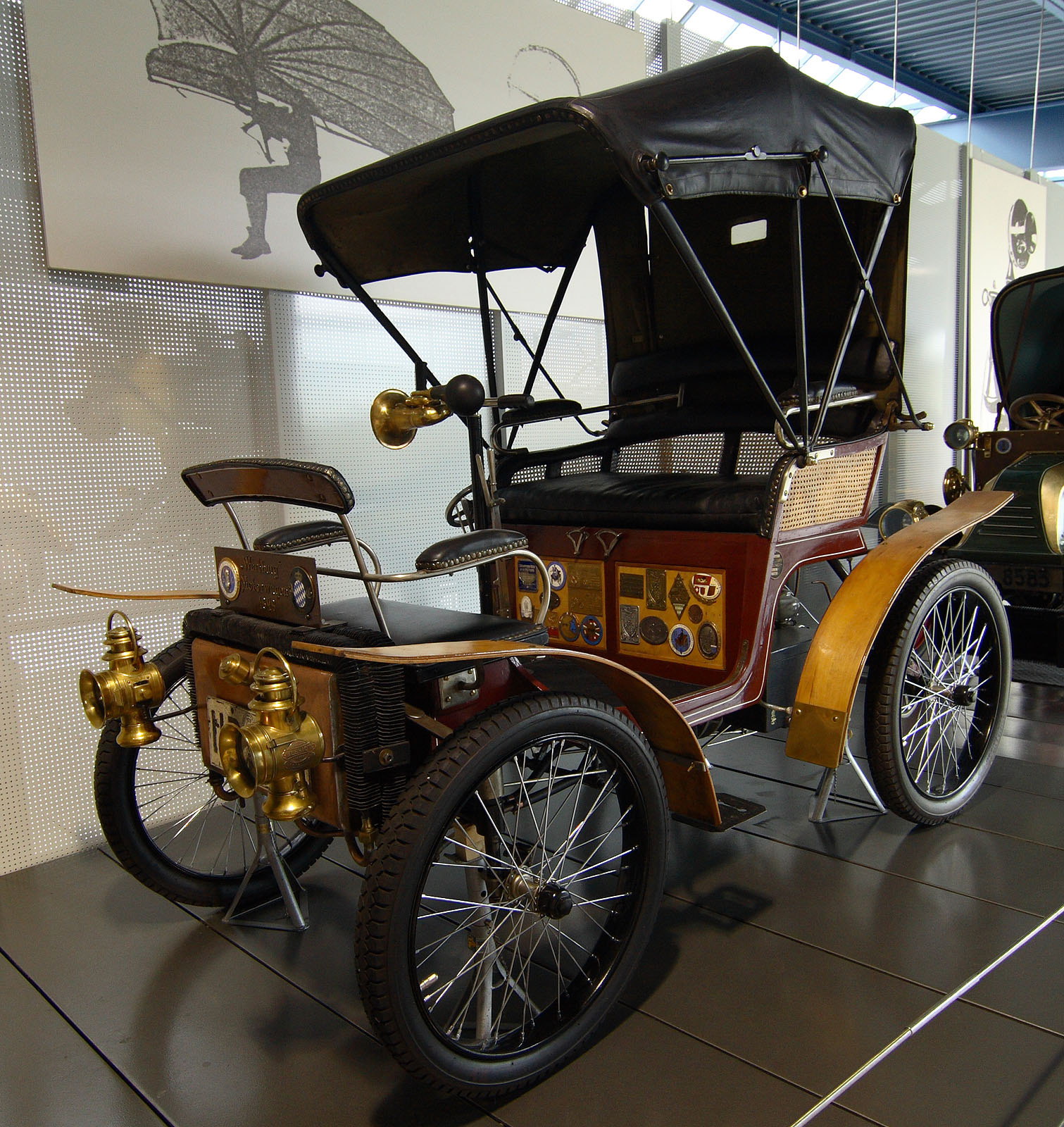
Wartburg z 1898

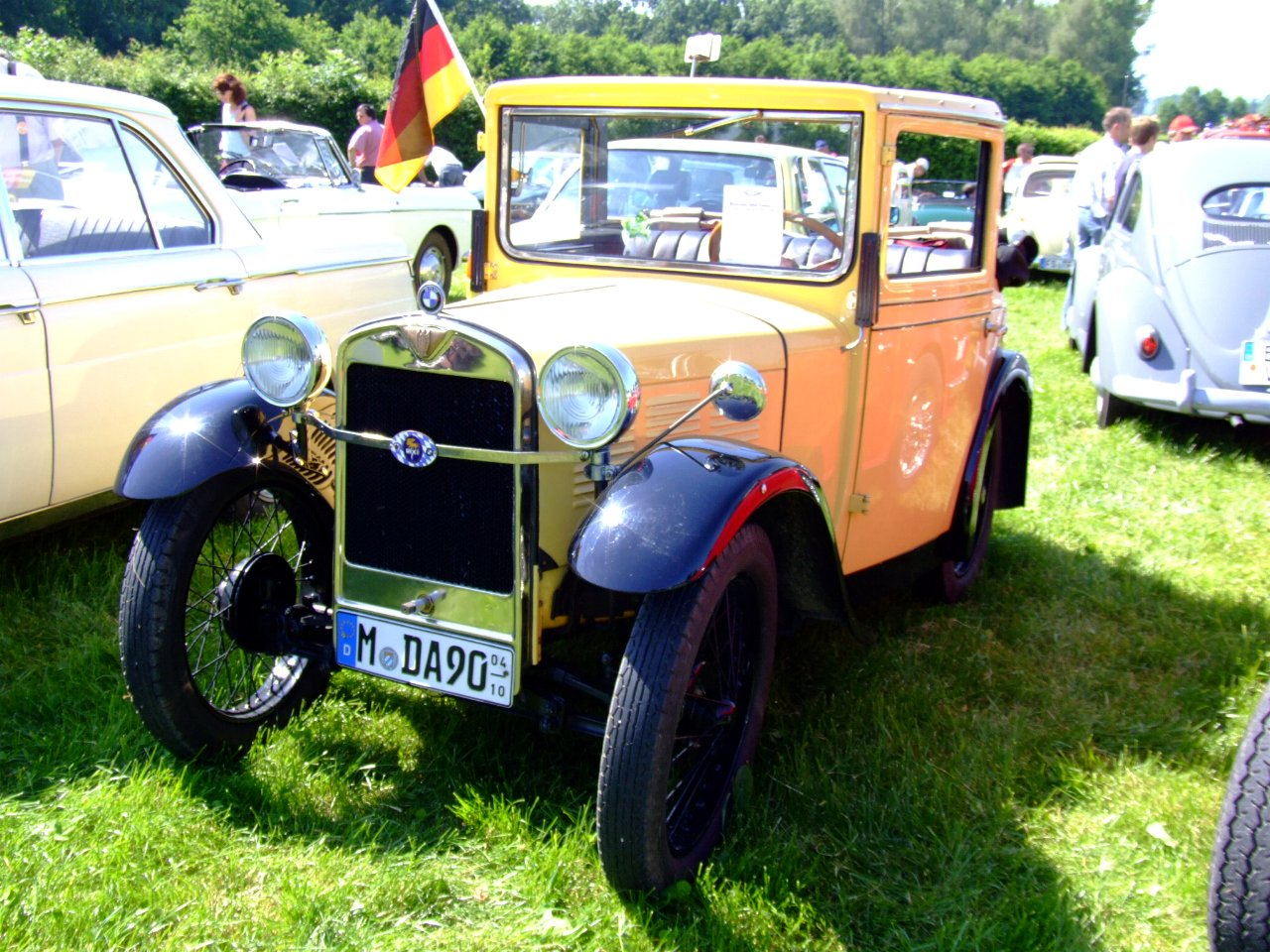
BMW Dixi z 1930 roku

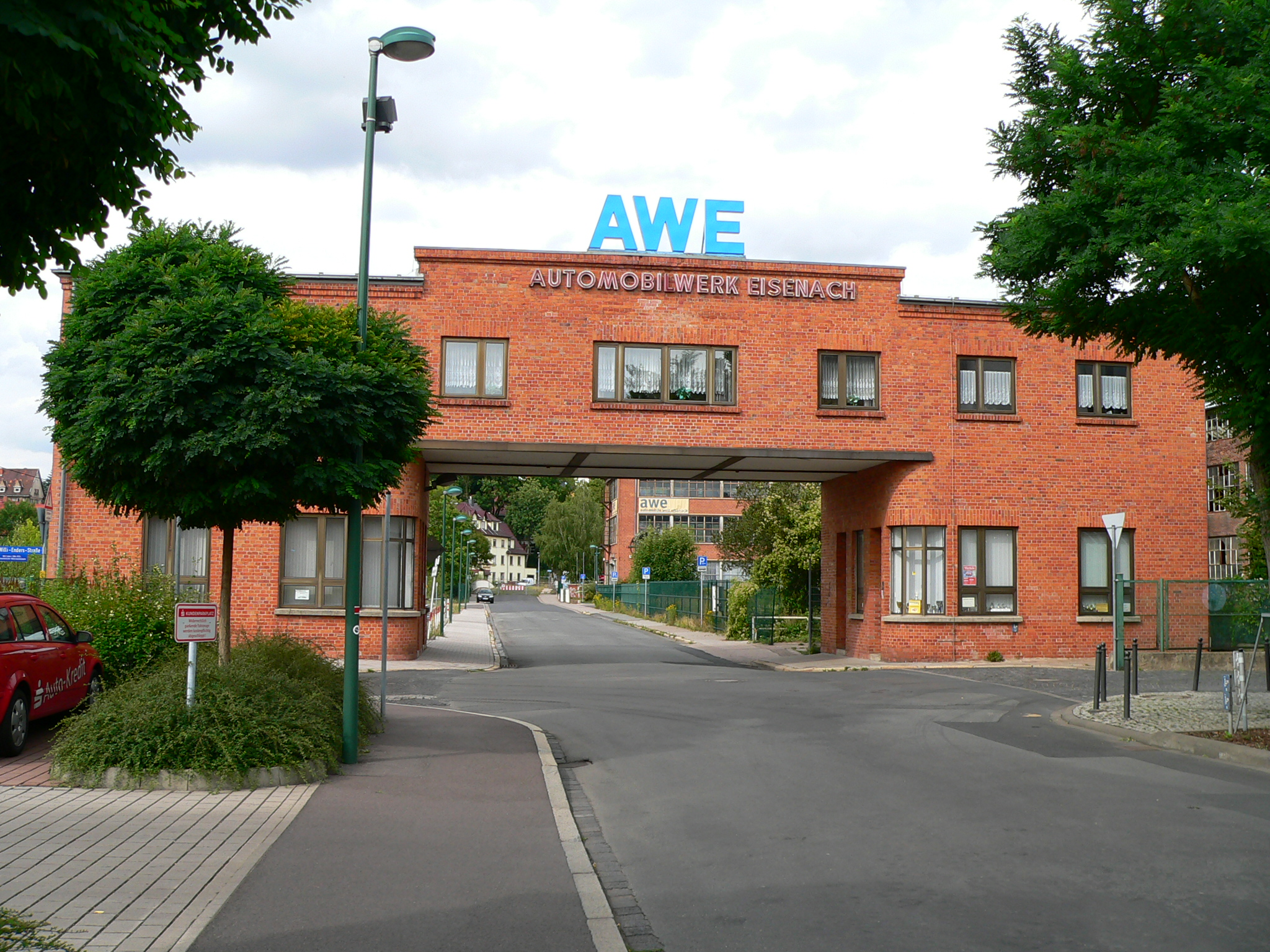
Brama główna AWE Eisenach (obecnie muzeum motoryzacji)

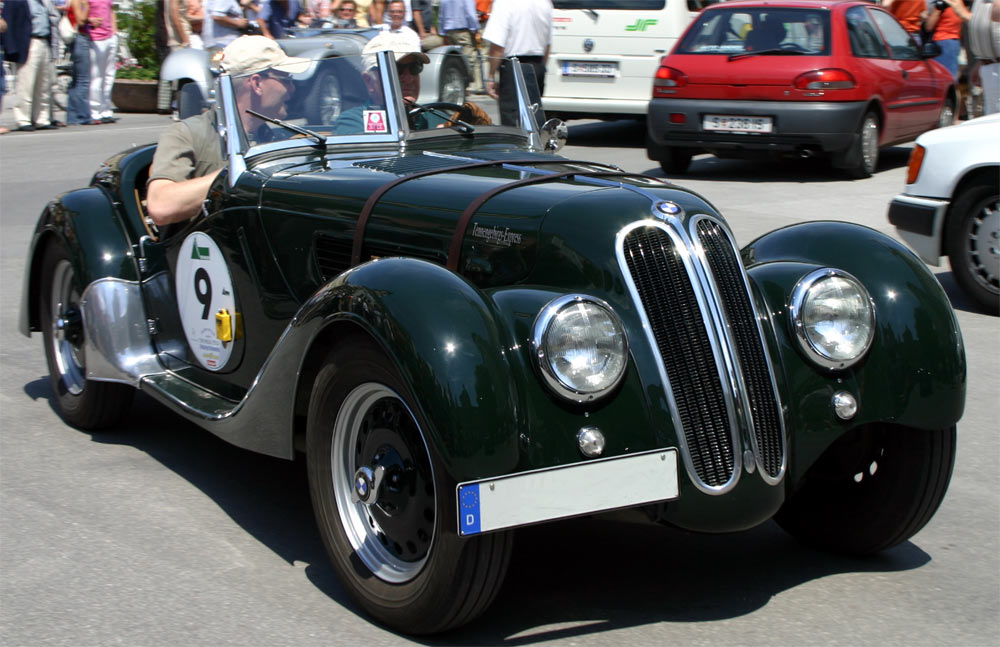
BMW 328 z 1936 roku

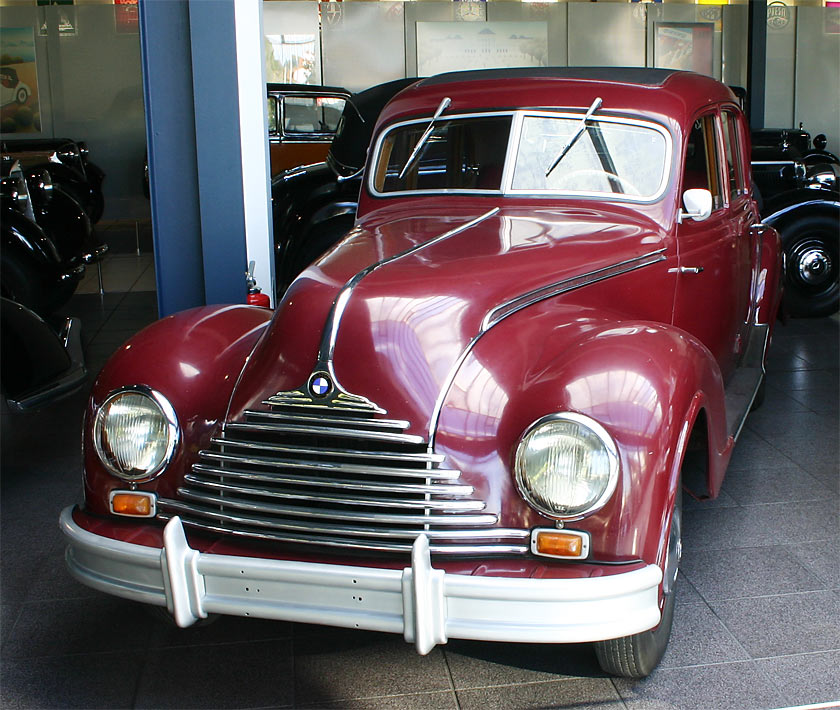
EMW 340

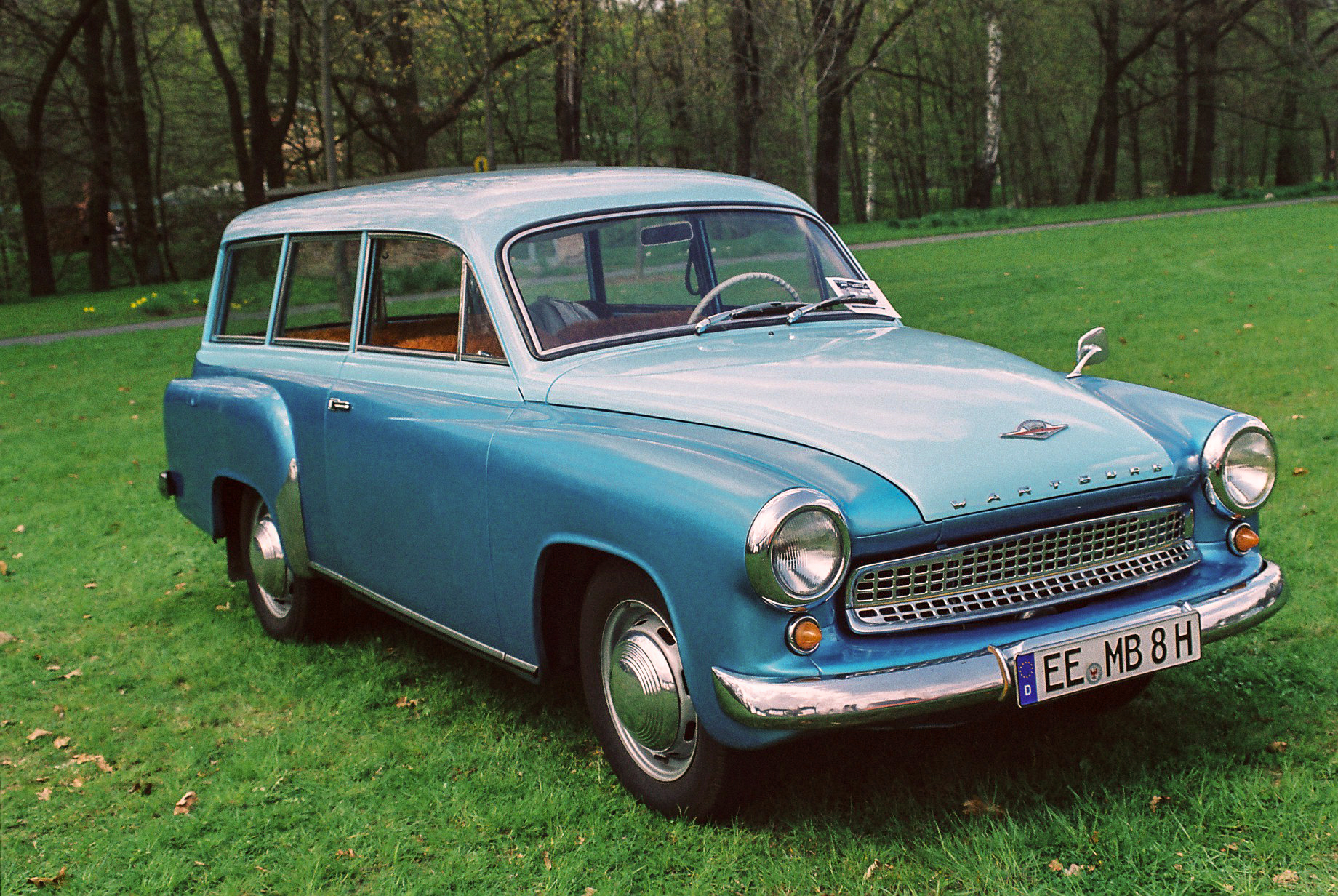
Wartburg 311 Kombi

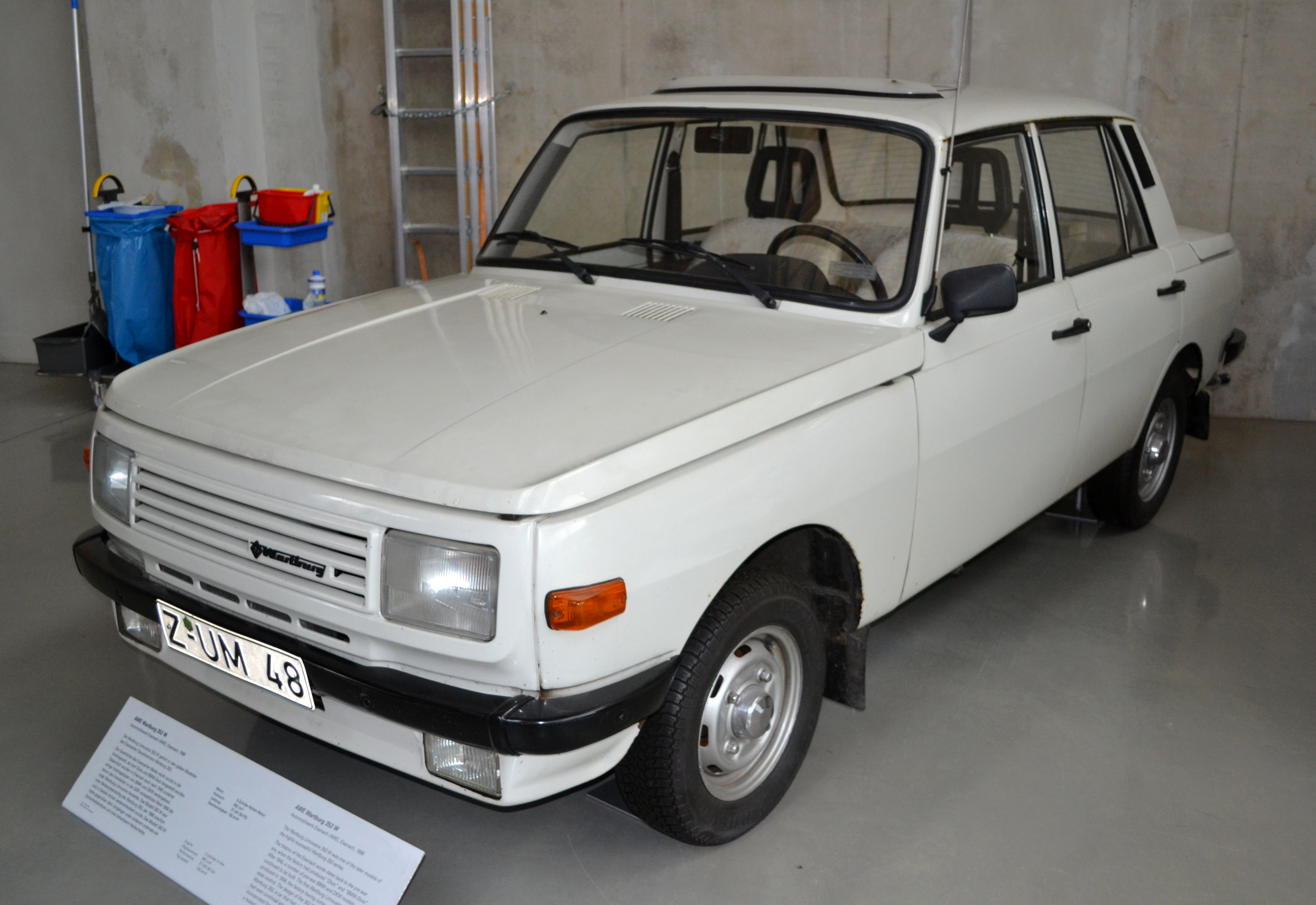
Wartburg 353W

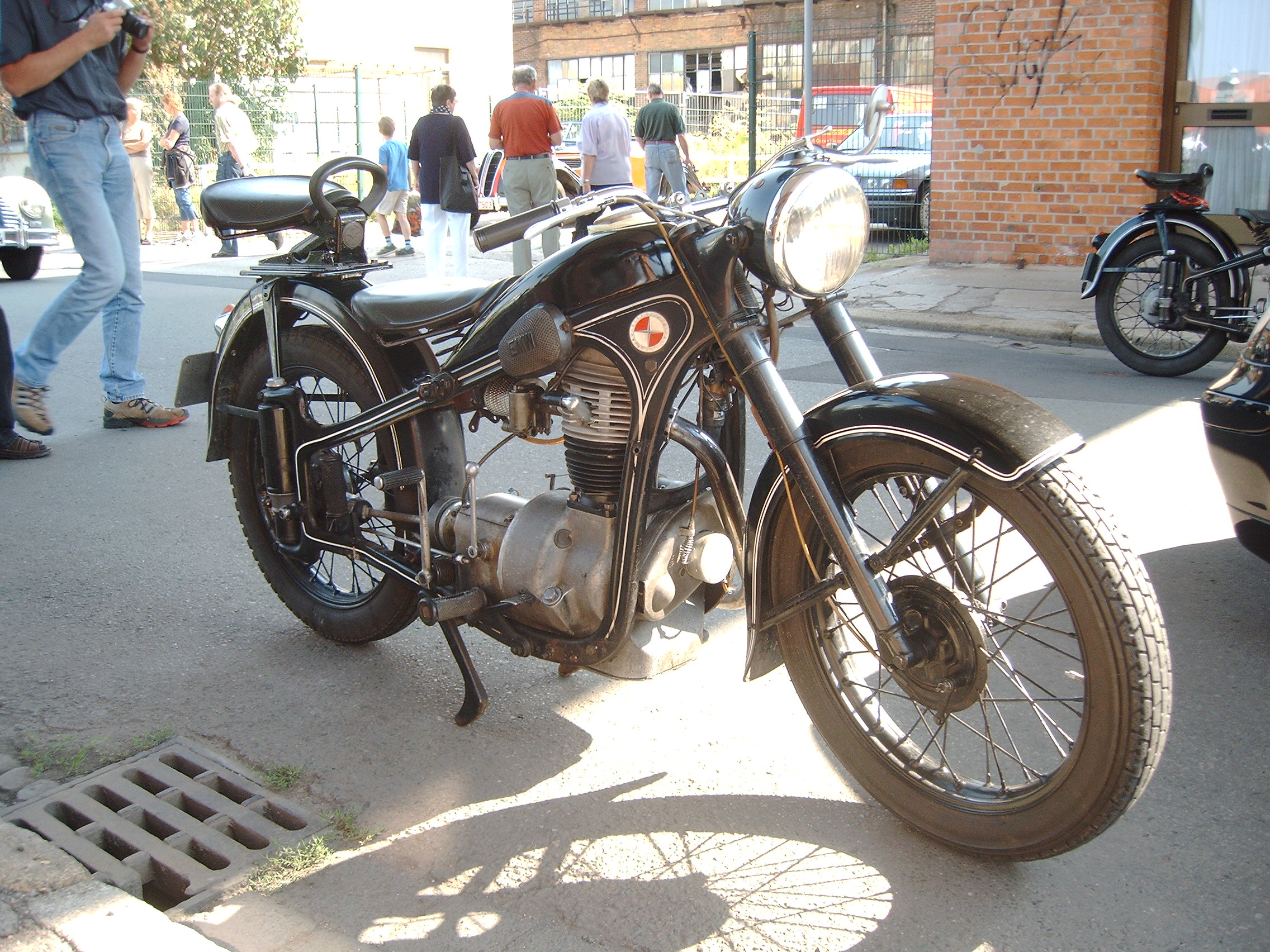
Motocykl EMW R 35

### Fahrzeugfabrik Eisenach
Historia przedsiębiorstwa zaczyna się 3 grudnia 1896 roku, kiedy to Heinrich Erhardt założył Fahrzeugfabrik Eisenach (FFE) w Eisenach. Początkowo zakład zajmował się produkcją rowerów i broni. Dwa lata później fabryka rozpoczęła produkcję samochodów na licencji francuskiego Decauville. Przedsiębiorstwo było trzecim co do wielkości producentem samochodów w Niemczech, po Daimler-Motoren-Gesellschaft i Benz & Cie. Syn Heinricha Erhardta – Gustav rozwinął fabrykę, która pod koniec XIX wieku zatrudniała już 1300 pracowników.

### Era Dixi
W 1903 roku rodzina Ehrhardtów wycofała się z prowadzenia przedsiębiorstwa z powodu problemów i wygaśnięcia licencji Decauville’a. Rok później przedsiębiorstwo zaczęło wytwarzać samochody pod nową nazwą Dixi. Głównym inżynierem został Willi Seck. Topowy model U 35 z 65-konnym silnikiem produkowano od 1907 roku, wkrótce przeszedł modernizację, w wyniku której znacznie poprawiono jego osiągi (prędkość maksymalna 85 km/h).
Podczas I wojny światowej fabryka produkowała ciężarówki i broń. W czasie wojny zniszczono wyposażenie zakładu. W 1919 roku produkcję samochodów wznowiono. Trudności finansowe zmusiły przedsiębiorstwo do mariażu z Gothaer Waggonfabrik AG. Spadek koniunktury spowodował zmianę profilu produkcji. Nastawiono się na wytwarzanie małych samochodów.
W 1927 roku rozpoczęto produkcję modelu DA-1 3/15, na licencji brytyjskiego Austin 7.

### Era BMW
W listopadzie 1928 roku zakład i prawa do marki Dixi wykupiło BMW. Fahrzeugfabrik Eisenach stała się kolebką osobowych samochodów BMW. Po zakończeniu produkcji BMW Dixi, nazwa Dixi wkrótce zniknęła z samochodów z Eisenach, a samą fabrykę przemianowano na BMW-Werk Eisenach. Niebawem rozpoczęto produkcję zmodernizowanej wersji samochodu BMW Dixi o nazwie BMW 3/15. Do 1931 roku wyprodukowano 25 000 egzemplarzy tego samochodu w wersjach od DA 1 do DA 4 (DA – niem. Deutsche Ausführung – produkcja niemiecka).
Rok później rozpoczęto produkcję nowego modelu BMW 3/20 AM-1 z niezależnym zawieszeniem wszystkich kół i silnikiem o pojemności skokowej 788 cm³.
W 1933 roku BMW rozpoczęło w Eisenach produkcję automobili z 6-cylindrowymi silnikami. Pierwszym z nich był model 303, a następnie 315, 319, 327 oraz eleganckie sportowe coupé BMW 328. Łącznie wytworzono 62 864 egzemplarzy nowej serii modeli.
W 1942 roku z powodu wybuchu II wojny światowej wstrzymano seryjną produkcję samochodów. Fabryka BMW w Eisenach rozpoczęła produkcję motocykli dla Wehrmachtu i silników samolotowych dla Luftwaffe. W wyniku działań wojennych fabryka została zniszczona w blisko 60 procentach.

### Lata powojenne – Eisenacher Motorenwerk
Po II wojnie światowej Turyngia znalazła się na terenie sowieckiej strefy okupacyjnej. Znacjonalizowana fabryka dostała się pod zarząd Radzieckiej Administracji Wojskowej w Niemczech (niem. Sowjetische Militäradministration in Deutschland). Zmieniono także jej nazwę na Sowjetische AG Maschinenbau Awtowelo, Werk BMW Eisenach.
Produkcję samochodów wznowiono w 1945 roku. Były to zmodyfikowane przedwojenne BMW 340, 321, 326. Wkrótce zmieniono oznaczenie samochodów opuszczających fabrykę, odtąd nosiły one nazwę EMW (Eisenacher Motorenwerk dla odróżnienia od BMW – Bayerische Motoren Werke). Powstawały kolejne modele BMW / EMW 327-1, 327-2, 327-3 i BMW / EMW 340, 340-1, 340-2. Tak długo jak fabryką zarządzali sowieci BMW nie mogło dochodzić swoich praw co do marki i znaku handlowego.
W 1952 roku Związek Radziecki przekazał fabrykę władzom powstałej trzy lata wcześniej Niemieckiej Republice Demokratycznej. W imieniu państwa zarząd nad przedsiębiorstwem objęło Ludowe Stowarzyszenie Przemysłowe Zakładów Samochodowych, czyli Industrieverband Fahrzeugbau (w skrócie IFA). BMW zażądało zmiany loga EMW, które niczym nie odbiegało od znaku przedsiębiorstwa z Monachium. Ostatecznie przedsiębiorstwo w Eisenach musiało zmienić swój znak handlowy (charakterystyczną dla BMW niebiesko-białą szachownicę wewnątrz okręgu zastąpiono biało-czerwoną), zdecydowano także o zmianie nazwy przedsiębiorstwa na Eisenacher Motorenwerk (EMW). W 1953 roku EMW wystawiało nawet swój zespół w Formule 1 – pierwszym kierowcą był Niemiec – Edgar Barth.

### VEB Automobilwerk Eisenach
W rok później ostatecznie zmieniono nazwę przedsiębiorstwa na VEB Automobilwerk Eisenach w skrócie AWE. Początkowo wytwarzano stare modele DKW z trzycylindrowymi dwusuwowymi silnikami – IFA F9. Równolegle, aż do roku 1955, produkowano przedwojenne modele BMW.
W 1956 roku pojawiła się pierwsza seria nowych Wartburgów. Początkowo był to typ 311, potem dołączył do niego model 312. Konstrukcja i dwusuwowe silniki obu pojazdów bazowały na modelu IFA F9. Kolejny model Wartburga 353 był już o wiele nowocześniejszy. Planowano nawet produkcję 4-suwowych silników, jednak zgodnie z wolą państwowych prominentów musiano zrezygnować z tego zamiaru. Ostatecznie dopiero w 1988 roku rozpoczęto w Wartburgach montaż czterosuwowych jednostek napędowych (Wartburg 1.3). Produkcję Wartburgów zakończono trzy lata później.
Dodatkowo AWE zajmowała się także produkcją motocykli. Produkowano model ze sztywną ramą EMW R 35, zastąpiony R35/2 z amortyzowanym widelcem przednim, ostatecznie zastąpiony R35/3 z resorowanym także zawieszeniem tylnym.

### Losy przedsiębiorstwa po zjednoczeniu Niemiec
Zjednoczenie Niemiec oznaczało upadek przedsiębiorstwa w Eisenach. Automobilwerk Eisenach, który nie był w stanie konkurować na rynku ze względu na przestarzałą konstrukcję swojego głównego produktu – Wartburga, w 1991 roku został przejęty i zamknięty przez Treuhandanstalt (instytucja państwowa odpowiedzialna za prywatyzację przedsiębiorstw w byłej NRD). Wielu pracowników znalazło zatrudnienie w nowo powstałych w Eisenach zakładach koncernu Opla.
W części dawnej fabryki AWE stworzono muzeum motoryzacji Automobilbaumuseum Eisenach.

## Produkcja samochodów fabryki w Eisenach w latach 1898–1991
| Okres produkcji | Model                                                                                       | Liczba egzemplarzy |
| --------------- | ------------------------------------------------------------------------------------------- | ------------------ |
| 1898-1903       | Wartburg                                                                                    | ok. 250            |
| 1904-1927       | Dixi – samochody osobowe                                                                    | 6090               |
| 1907-1927       | Dixi – samochody ciężarowe                                                                  | 2622               |
| 1907-1928       | Dixi – model DA 1                                                                           | 9308               |
| 1929-1942       | BMW DA 2, DA 3, DA 4, BMW 303, 309, 315, 319, 319/1, 329, 320, 321, 325, 326, 327, 328, 335 | 78 768             |
| 1945–1950       | BMW 321                                                                                     | 8996               |
| 1946-1947       | BMW 326                                                                                     | 16                 |
| 1952-1955       | BMW / EMW 327-1, 327-2, 327-3                                                               | 505                |
| 1949-1955       | BMW / EMW 340, 340-1, 340-2                                                                 | 21 083             |
| 1952            | IFA EMW 325-3                                                                               | 166                |
| 1953-1956       | EMW-IFA F9                                                                                  | 38 782             |
| 1955-1965       | Wartburg 311/312                                                                            | 258 928            |
| 1957−1960       | Wartburg-Sport 313-1                                                                        | 469                |
| 1965–1966       | Wartburg 312-1                                                                              | 33 759             |
| 1966–1975       | Wartburg 353                                                                                | 356 330            |
| 1975-1988       | Wartburg 353 W                                                                              | 868 860            |
| 1988–1991       | Wartburg 1.3                                                                                | 152 775            |
|                 | Razem:                                                                                      | 1 837 708          |

## Produkcja motocykli fabryki w Eisenach w latach 1930–1955
| Okres produkcji | Model        | Liczba egzemplarzy |
| --------------- | ------------ | ------------------ |
| 1937-1940       | BMW/EMW R 35 |                    |
| 1941–1944       | BMW R 75     | 18 440             |
| 1945-1955       | BMW/EMW R 35 | ok. 83 000         |